# Список лауреатів літературного конкурсу видавництва «Смолоскип»
Список лауреатів літературного конкурсу видавництва «Смолоскип».
На сайті видавництва є інформація лише про лауреатів починаючи від 2003 року, тому список не є повним для років до 2002 включно.

## 1994
- Поезія: Поліна Михайленко

## 1995
- Поезія: Надія Дичка

## 1996
- Андрій Кокотюха

## 1997
- Заохочувальна премія:
  - Поезія: Богдана Бойко
- Поезія: Лідія Мельник, Роман Скиба

## 1998
- Поезія: Анатолій Дністровий
- II премія

- Поезія: Віра Балдинюк

## 1999
- І премія:
  - Поезія: Олена Степаненко
- III премія:
  - Поезія: Богдана Бойко
- Поезія: Роман Трифонов, Тарас Девдюк
- Проза: Яна Дубинянська
- Олег Соловей

Публіцистика: Юрій Дорошенко

## 2000
- Андрій Гарасим
- II премія:
  - Дитяча література: Марина Павленко
- III премія:
  - Поезія: Богдана Бойко
  - Проза: Анатолій Дністровий

## 2001
- ІІ премія

- Поезія: Іван Бойчук

- ІІІ премія

- Поезія: Оксана Копак

- Заохочувальна премія:
  - Марина Павленко

## 2002
- I премія:
  - Дитяча література: Марина Павленко
- II премія:
  - Поезія: Олег Коцарев
  - Проза: Марина Соколян
- III премія:
  - Поезія: Ніна Кур'ята

## 2003
- II премія
  - Поезія: Катерина Калитко, Микола Леонович, Олег Романенко
  - Проза: Анастасія Байдаченко
- III премія
  - Поезія: Вікторія Наріжна, Оксана Христан
  - Проза: Нана Куликова, Назар Панчишин
  - Дослідження та есеїстика: Сергій Балан, Катерина Борисенко, Дмитро Сепетий, Богдан Тихолоз
- Заохочувальна премія
  - Поезія: Ярослав Гадзінський, Олександр Стернічук

## 2004
- II премія
  - Поезія: Павло Коробчук, Богдана Матіяш, Віталій Шинкар
  - Проза: Ігор Бузько
- III премія
  - Поезія: Денис Дацько, Олеся Лященко, Валерія Осипова
  - Проза: Олександр Євтушок, Ярослава Стріха
  - Дослідження й есеїстика: Максим Балаклицький, Григорій Ковальський, Юрій Недужко
- Заохочувальна премія
  - Поезія: Надія Калініченко, Ольга Лазаренко, Олена Михайленко
  - Проза: Олена Єфімчук
  - Дослідження й есеїстика: Олена Карпенко, Павло Сацький, Мілена Чорна

## 2005
- II премія
  - Поезія: Олена Гусейнова, Дмитро Лазуткін, Софія Слатвицька (Сітало)
  - Дослідження: Дмитро Сепетий
- III премія
  - Поезія: Артем Антонюк, Євген Головатюк, Ганна Малігон, Ганна Яновська
  - Проза: Галина Ткачук
  - Дослідження: Ірина Копистинська, Олександр Портнов
- Заохочувальна премія
  - Поезія: Наталія Пасічник, Олена Рощіна
  - Проза: Тетяна Короленко, Ольга Криворучко
  - Дослідження: Максим Майоров, Юлія Явдокименко

## 2006
- II премія
  - Поезія: Артем Антонюк, Богдан-Олег Горобчук
  - Проза: Олег Шинкаренко, Петро Яценко
  - Дослідження: Олена Карпенко
- III премія
  - Поезія: Світлана Богдан, Сергій Осока (Нечитайло), Катріна Хаддад
  - Проза: Нана Куликова, Олександр Стусенко
  - Дослідження: Ігор Перенесієнко
- Заохочувальна премія
  - Поезія: Ольга Ляснюк, Анна Малігон, Ірина Новіцька
  - Проза: Олеся Вакуленко, Артем Захарченко, Галина Пустовгар
  - Дослідження: Антон Марчинський, Оксана Свирида

## 2007
- I премія
  - Проза: Ольга Пуніна
- II премія
  - Поезія: Ярослав Гадзінський, Оксана Максимчук
  - Проза: Олександр Стусенко
  - Дослідження: Андрій Смирнов
- III премія
  - Поезія: Лесь Белей, Олена Пашук, Юлія Стахівська
  - Дослідження: Ігор Перенесієнко
- Заохочувальна премія
  - Поезія: Сергій Гулик, Катріна Хаддад
  - Проза: Марія Сівоха, Володимир Чернишенко,
  - Дитяча література: Дмитро Кузьменко

## 2008
- II премія
  - Поезія: Юля Стахівська, Максим Солодовник
  - Проза: Анна Багряна
- III премія
  - Поезія: Любов Якимчук, Лариса Радченко, Микола Шпаковський
  - Проза: Дарина Березіна
- Заохочувальна премія
  - Поезія: Наталія Пасічник
  - Проза: Володимир Чернишенко
- Переможці конкурсу читаної поезії «Молоде вино»: Ігор Зарудко (Харків), Таня-Марія Литвинюк (Ніжин), Юлія Максимейко (Харків), Олександра Зборовська (Запоріжжя), Ольга Галич (Київ)

## 2009
- II премія
  - Поезія: Оксана Васьків
  - Проза: Василь Карп'юк
  - Дитяча книжка: Оксана Лущевська
- III премія
  - Поезія: Ірина Новіцька, Віктор Ошовський, Наталія Пасічник
  - Проза: Світлана Жванко, Альбіна Позднякова та Андрій Шашенок
- Заохочувальна премія
  - Поезія: Тетяна-Марія Литвинюк, Юлія Мусаковська, Сергій Онищенко, Ірина Шувалова
  - Проза: Володимир Чернишенко та Денис Шашенок

## 2010
- I премія
  - Поезія: Ірина Шувалова
- II премія
  - Поезія: Юлія-Ванда Мусаковська, Карина Тумаєва
- III премія
  - Поезія: Ольга Вербицька, Дана Кваша
  - Проза: Тарас Жеребецький, Ігор Козаченко, Ганна Костенко, Анна Рибалка, Марія Вакула
- Заохочувальна премія
  - Поезія: Мар'яна Максим'як, Тетяна Рубінська, Максим Волохань, Дмитро Чистяк (за поетичні переклади)
  - Проза: Роксолана Сьома

## 2011
- II премія
  - Поезія: Лесь Белей, Анна Малігон
  - Проза: Євген Плясецький, Тетяна Стрижевська, Уляна Галич
- III премія
  - Поезія: Михайло Жаржайло, Анастасія Котляр, Василь Лозинський
  - Проза: Максим Беспалов, Сергій Демчук, Тетяна Рубінська
  - Дитяча книжка: Тетяна Винник, Ольга Василюк
- Заохочувальна премія
  - Іван Драган, Арсеній Тарасов, Катерина Оніщук, Марина Єщенко, Христя Венгринюк, Наталія Лобас

## 2012
- I премія
  - Поезія: Мирослав Лаюк
- II премія
  - Поезія: Світлана Лісовська, Михайло Жаржайло
  - Проза: Анна Рибалка
- III премія
  - Поезія: Андрій Шийчук, Арсеній Тарасов, Андрій Тужиков, Євгенія Люба
  - Проза: Андрій Шийчук, Кристина Кузнєцова, Сергій Демчук, Марк Лівін
  - Дитяча книжка: Леся Павленко
- Заохочувальна премія
  - Поезія: Лілія Лисенко, Ірина Загладько
  - Проза: Вікторія Хоменко, Катерина Корнієнко, Катерина Танчак

## 2013
- II премія
  - Поезія: Олена Герасим'юк, Заза Пауалішвілі, Марія Хімич
- III премія
  - Поезія: Ольга Єрмак (псевдонім Мідна), Оксана Гаджій, Ніка Новікова, Ірина Загладько, Євгенія Люба, Роман Романюк
  - Проза:  Андрій Тужиков, Марія Хімич, Любов Базь
- Заохочувальна премія
  - Поезія: Лесик Панасюк, Сергій Шкабара
  - Проза: Кристина Кузнєцова, Володимир Шелухін, Марина Єщенко, Олександра Саковська

## 2014
- II премія
  - Поезія: Лесик Панасюк, Євгенія Люба
- III премія
  - Поезія: Ольга Єрмак (псевдонім Мідна), Оксана Гаджій, Гєник Бєляков, Андрій Шийчук, Ірина Загладько, Олексій Шендрик
  - Проза: Христина Денис, Марина Єщенко, Богдан Ославський, Галина Рис
- Заохочувальна премія
  - Поезія: Сергій Шкабара, Людмила Дядченко, Анастасія Котляр, Юлія Кропив'янська, Арсеній Тарасов, Ольга Мацо, Андрій Тужиков, Іван Драган
  - Проза: Ольга Купріян, Олександр Процюк, Аліса Гаврильченко та Яна Онишкевич

## 2015
- II премія
  - Поезія: Оксана Гаджій, Юлія Кручак, Арсеній Тарасов, Олексій Шендрик
  - Проза: Павло Кирик, Ярослава Литвин
- Спеціальна премія журі
  - Поезія: Володимир Патола
- III премія
  - Поезія: Геник Бєляков, Дарина Гладун, Ірина Загладько, Віктор Коврей, Владислав Петренко, Богуслав Поляк
  - Проза: Юніс Виноградов, Павло Кирик, Людмила Михайловська, Остап Соколюк
- Заохочувальна премія
  - Поезія:  Юлія Вротна, Дарина Гладун, Елла Євтушенко, Наталя Єрьоменко, Ольга Мацо, Андрій Тужиков, Ірина Чеканівська, Андрій Шийчук
  - Проза: Дмитро Данько, Василь Левицький, Валерій Пузік, Вікторія Хоменко

## 2016
- II премія
  - Поезія: Дарина Гладун, Оксана Єфіменко, Вікторія Дикобраз
  - Проза: Олена Максименко
- III премія
  - Поезія: Микола Антощак, Олена Бодасюк, Христина Дрогомирецька, Наталія Єрьоменко, Ірина Загладько, Олександр Мимрук, Катерина Рудик, Сергій Шкабара
  - Проза: Марія Єщенко, Сергій Комберянов, Діана Мельникова
  - Дитяча книжка: Юлія Петренко
- Заохочувальна премія
  - Поезія: Ігор Астапенко, Єлизавета Жарікова, Тарас Ілля, Анастасія Котляр, Олександр Литвиненко, Кирил Поліщук, Даниїл Рістор
  - Проза: Ірина Бойко, Сергій Добош, Олександр Завара, Юрій Коцегуб, Марія Кривошеєва, Ольга Скосаренко
  - Дитяча книжка: Світлана Сторожівська

## 2017
- II премія
  - Поезія: Олександр Мимрук, Ірина Загладько, Ігор Мітров
  - Проза: Сергій Рибницький, Дарина Березіна
  - Дитяча книжка: Марія Луговик
- III премія
  - Поезія: Роман Воробйов, Ольга Перехрест, Богуслав Поляк, Ігор Мітров, Кіра Кирпа, Оксана Скоц, Марія Помазан, Тала Кольт
  - Проза: Олеся Зеліско, Сергій Одаренко
  - Дитяча книжка: Аліна Борщова, Юлія Ілюха
- Заохочувальна премія
  - Поезія: Микола Гуменюк, Олександр Шумілін, Катерина Девдера, Даниїл Задорожний
  - Проза: Ірина Токарева, Яніна Бутенко, Назар Мулик
  - Дитяча книжка: Марія Корольова, Наталія Третяк

## 2018
- II премія
  - Поезія: Ігор Астапенко, Богуслав Поляк
  - Проза: Валерій Пузік, Мартин Якуб
- III премія
  - Поезія: Христина Дрогомирецька, Ярослав Корнєв, Ігор Астапенко, Єлизавета Жарікова, Микола Гуменюк, Маша Семашина
  - Проза: Юлія Ілюхіна, Євгенія Кузнєцова, Кирило Поліщук, Максим Гах
- Заохочувальна премія
  - Поезія: Ірина Сажинська, Софія Безверха, Ганна Поляк, Олена Пелешенко, Олег Андрішко, Яніна Дияк, Олександр Шумілін, Томаш Деяк, Назар Данчишин
  - Проза: Ксенія Онуфрієва, Ольга Брагіна, Яна Опарій, Роман Бунін, Павло Матюша, Олександр Чернобай
  - Дитяча книжка: Олена Дмитерко

## 2019
- I премія
  - Поезія: Ольга Крамарь (Леля Покотиполе)
- II премія
  - Поезія: Ліза Жарікова, Олена Павлова
  - Проза: Ольга Божко (Волинська)
- III премія
  - Поезія: Микола Антощак, Елла Євтушенко, Наталія Мандрицька, Ярослава Качан, Анна Грувер, Олена Пелешенко
  - Проза: Єлизавета Восковнюк, Дмитро Шиян, Тетяна Синьоок
  - Драматургія: Олег Андрішко
  - Дитяча книжка: Наталія Третяк, Катерина Мусієнко і Тетяна Леонідова
- Заохочувальна премія
  - Поезія: Ія Ківа, Антон Полунін, Святослав Жаботинський, Ірина Сажинська, Сергій Рафальський
  - Проза: Ксенія Мейта, Володимир Шелухін, Олена Швець, Юрій Сущ, Данило Зозуляк, Катя Кулик, Павло Матюша
  - Драматургія: Павло Шикін
  - Дитяча книжка: Катерина Холод